# Ed Bailey
Pour les articles homonymes, voir Bailey.
Lonas Edgar Bailey, Jr., dit Ed Bailey, (15 avril 1931 – 23 mars 2007) était un joueur des ligues majeures de baseball. Il était receveur et lançait la balle de la main droite mais maniait la batte comme un gaucher.

## Biographie
Il joua 1212 matchs en MLB pour les Redlegs de Cincinnati (1953-1961), les Giants de San Francisco (1961-1963), les Braves de Milwaukee (1964), les Giants de San Francisco (1965), les Cubs de Chicago (1965), et les Angels de la Californie (1966).
À la batte, il tapa 155 coups de circuit, dont trois au cours d'un même match en 1956. Il fut sélectionné en équipe des étoiles en 1956, 1957, 1960, 1961 et 1963.
Il meurt le 23 mars 2007 et fut incinéré à la Chapelle Héritage de Mann par le Mortuaire Rose. Le 29 mars, ses cendres sont enterrées dans le Cimetière des Vétérans de l'État du Tennessee.